# سرخس رايتي
سرخس رايتي (الاسم العلمي:Polypodium wrightii) هو نوع نباتي يتبع جنس السرخس من فصيلة السرخسية